# 鷺沼駅
鷺沼駅（さぎぬまえき）は、神奈川県川崎市宮前区鷺沼三丁目にある、東急電鉄田園都市線の駅である。駅番号はDT14。
駅長所在駅。鷺沼管内として宮崎台駅 - たまプラーザ駅間を管理している。

## 歴史
- 1966年（昭和41年）4月1日：開設[1]。当初は大井町線方面より4両編成で来た列車は当駅で2両を切り離し、以西は2両編成で運行していた[1]。
- 1968年（昭和43年）10月：当駅での切り離しを取止め、4両編成で長津田方面へ直通するようになる[1]。
- 1979年（昭和54年）7月：鷺沼車両基地が、直通運転を行う地下鉄半蔵門線を運営する帝都高速度交通営団（現・東京地下鉄）管轄となる。
- 2011年（平成23年）3月29日：北口新設[2]。以前からある改札口は「正面口」となった。
- 2022年（令和4年） 8月15日：定期券売り場営業終了[3]。

## 駅構造
島式ホーム2面4線を有する地上駅。ホーム部分は丘陵を切り崩して作られたため、掘割構造となっている。
両側の1・4番線は待避線となっており、平日朝ラッシュ時上り以外は主に緩急接続時に各停が入線する。その際急行は2・3番線に入線し、当駅で緩急接続をしない各停は主に2・3番線へ入線する。平日朝ラッシュ時上りでは、準急と各停が交互発着を行う。
南隣に東京地下鉄（東京メトロ）鷺沼検車区、北隣に東急電鉄長津田検車区鷺沼車庫が隣接するため、一部列車は当駅を始発・終着駅としている。
溝の口駅 - 当駅間の複々線化計画がある（運輸政策審議会答申第18号、交通政策審議会答申第198号）。

### のりば
| 番線 | 路線       | 方向 | 行先                                     |
| ---- | ---------- | ---- | ---------------------------------------- |
| 1・2 | 田園都市線 | 下り | 長津田・中央林間方面                     |
| 3・4 | 田園都市線 | 上り | 渋谷・押上〈スカイツリー前〉・春日部方面 |

### 駅舎
駅舎は掘割を上がった地上部分にあり、約2階分の高低差がある。改札口は正面口と北口があり、このうち北口は2011年（平成23年）3月29日に新設された。
駅舎とホームを連絡する通路は2か所で、宮前平方の通路は階段に加えて跨線橋から上半分のみ上りエスカレーターが設置されている。たまプラーザ側の通路には階段はなく、上下エスカレーターとエレベーターのみ設置されている。また、北口はたまプラーザ方通路にのみ接続している。
以前は宮前平方の通路のみであり、また跨線橋からホームへは両側に階段が設置されていたが、駅バリアフリー化工事に伴い、たまプラーザ側の新通路が設置された。
トイレは宮前平方通路上と、多機能トイレが正面口改札前に設置されている。

### 鷺沼車庫・鷺沼検車区
当駅の宮前平駅方（東側）に田園都市線両側に車庫が広がる。車庫は勾配途中に立地するため、当駅に近い側が地上、宮前平駅方は高架となっている。当駅から田園都市線は宮前平駅まで両側を車庫の高架に挟まれた急な勾配を下って行く。
- 上り線側の車庫は東急所有の長津田検車区鷺沼車庫。主に大井町線用車両留置に使用している。
- 下り線側の車庫は東京メトロ所有鷺沼検車区。

車庫を併設するため、朝間は上下共に始発列車が数本設定されており、早朝の上りには、渋谷方面だけでなく大井町線への直通始発列車も存在する。東京メトロ車両には、平日朝ラッシュ時後には入庫のために渋谷方面からの当駅終着列車が設定されている。
夕方 - 深夜にかけては、大井町線からの下り当駅止まりの列車が設定されている。田園都市線渋谷方面始発列車は主に3番線を使用し、終着列車は1番線を使用する。大井町線直通始発列車は主に4番線より発車し、終着列車は2番線に到着する。朝は当駅始発の各駅停車が数本設定されている。
かつては、当駅始発急行（「鷺沼急行」とも呼ばれた）が朝最混雑時に3本設定されていたが、当駅までの区間で混雑が既に激しく輸送力増強が望まれたため、長津田始発へ変更された。
以前は東京メトロ鷺沼検車区から3番線へ直接出庫することが不可能であり、上り始発列車が駅に入線する際にはスイッチバックが必要であった。ダイヤ上の制約になっていたため、3番線に直接出庫するための分岐器が後になって設けられた。大井町線からの当駅終着電車は下り2番線に到着し、車庫へは上り本線を跨ぐようにして入庫する。
東京メトロ車庫を有するため、車両交換を行う場合がある。
- 下り列車の場合は出庫電車を1番線、入庫電車は2番線へ停車させる。
- 上り列車の場合は出庫電車を4番線、入庫電車は3番線へ停車させる。

車庫から直接4番線へ出庫させることは出来ないため、車庫より一度1番線へ入線し、宮前平側本線を経由してスイッチバックを行い、4番線に入線する。

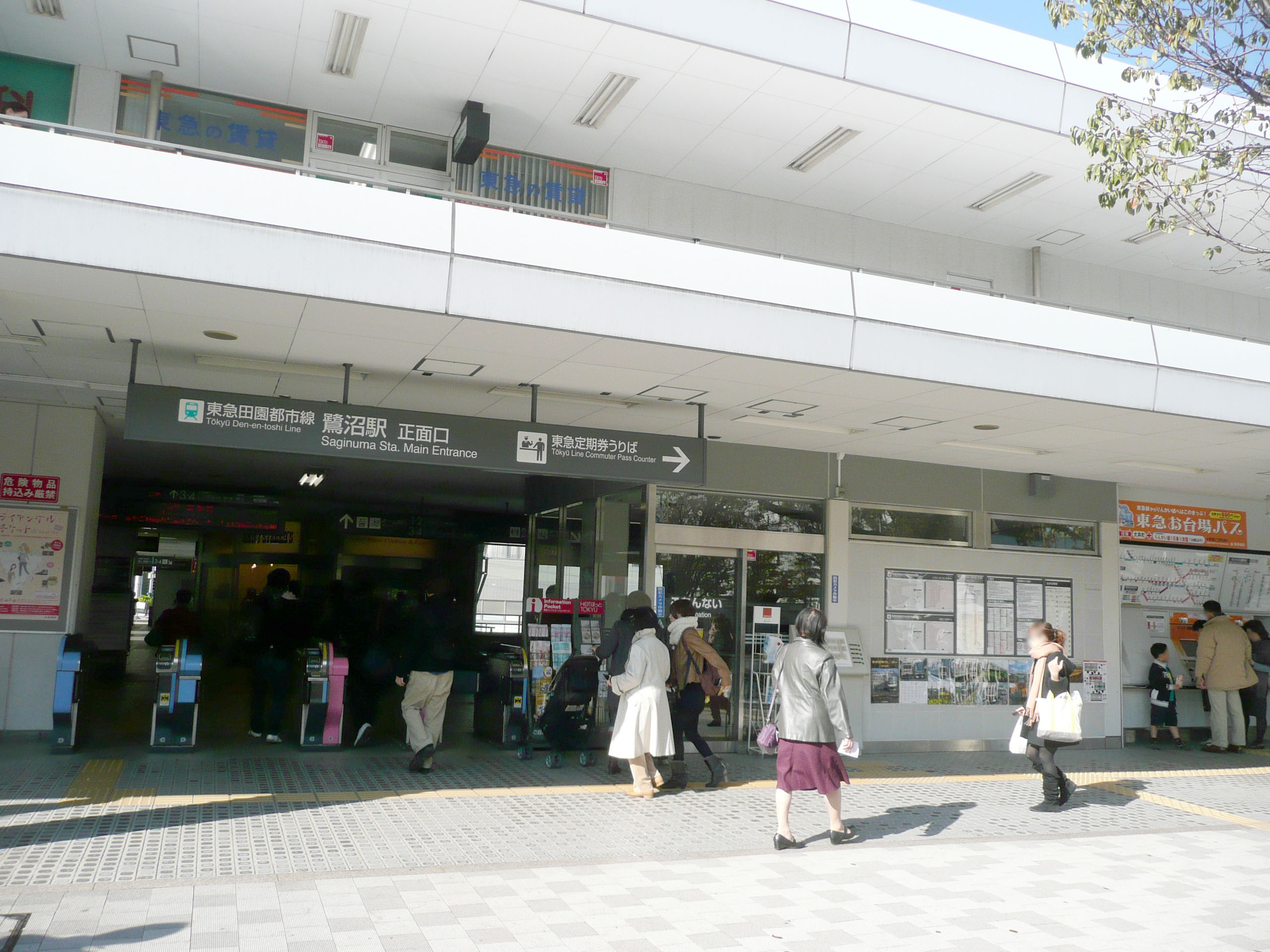
正面口入口付近（2011年11月）
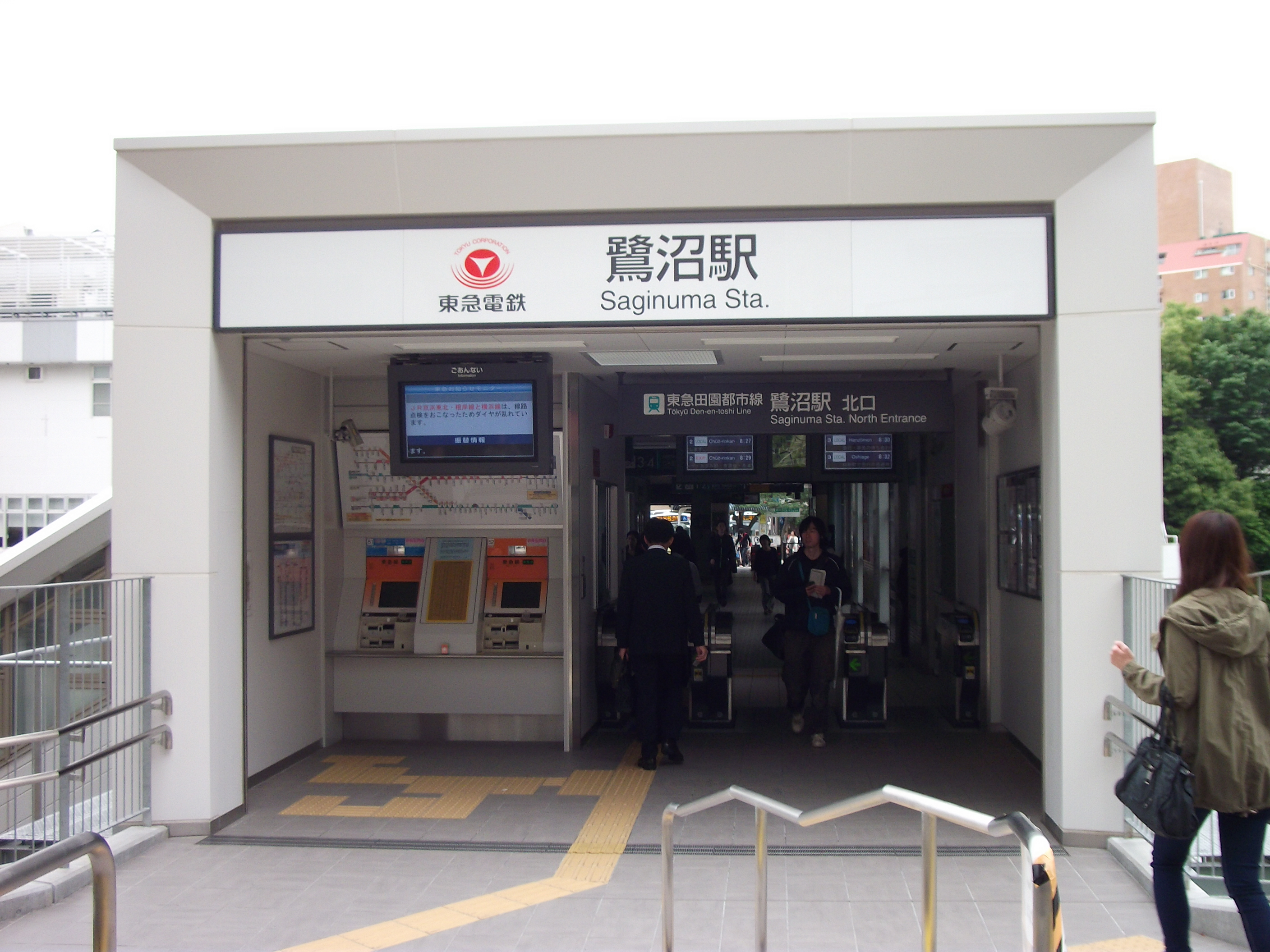
北口（2011年5月）
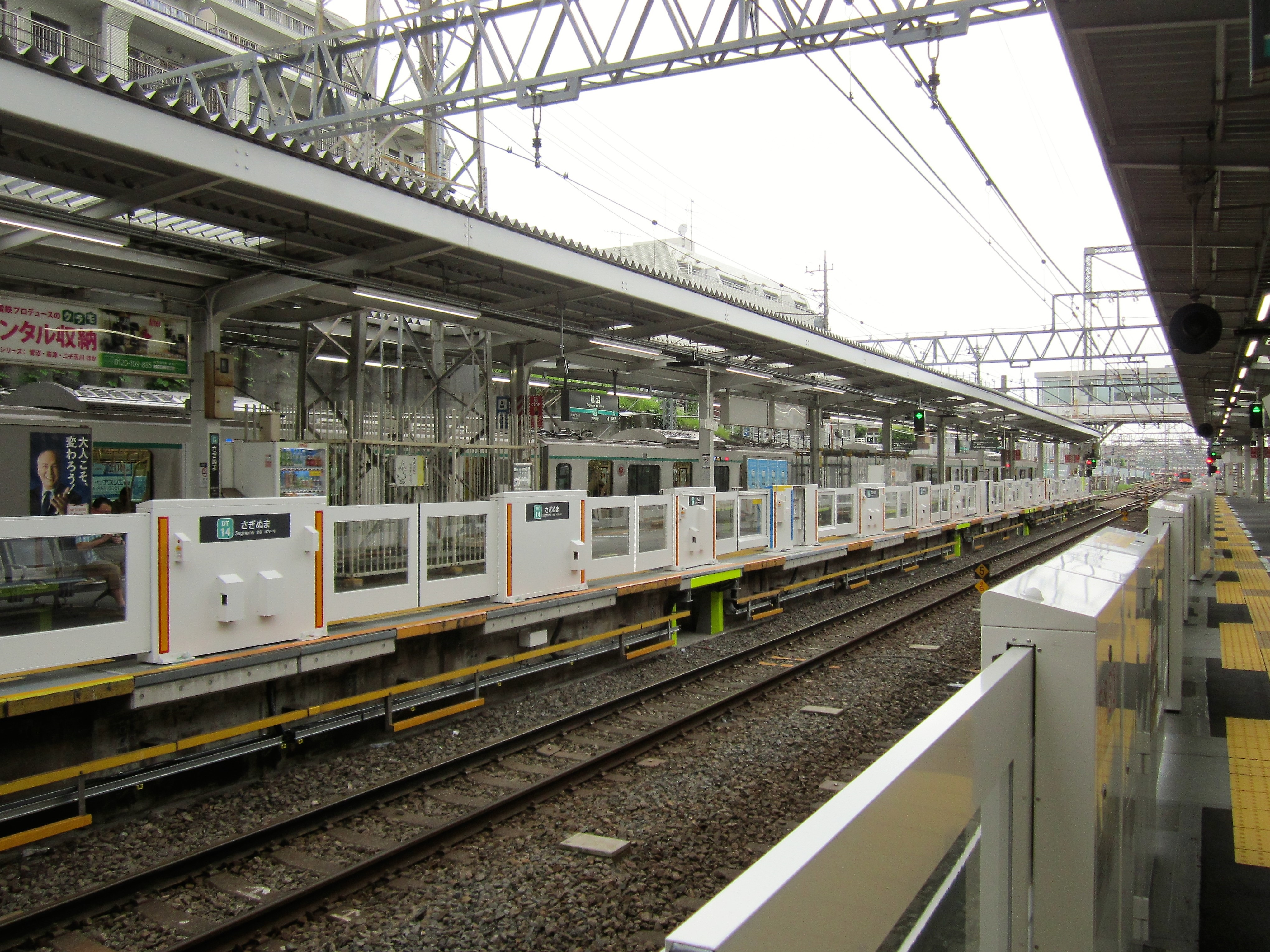
ホーム（2019年6月）
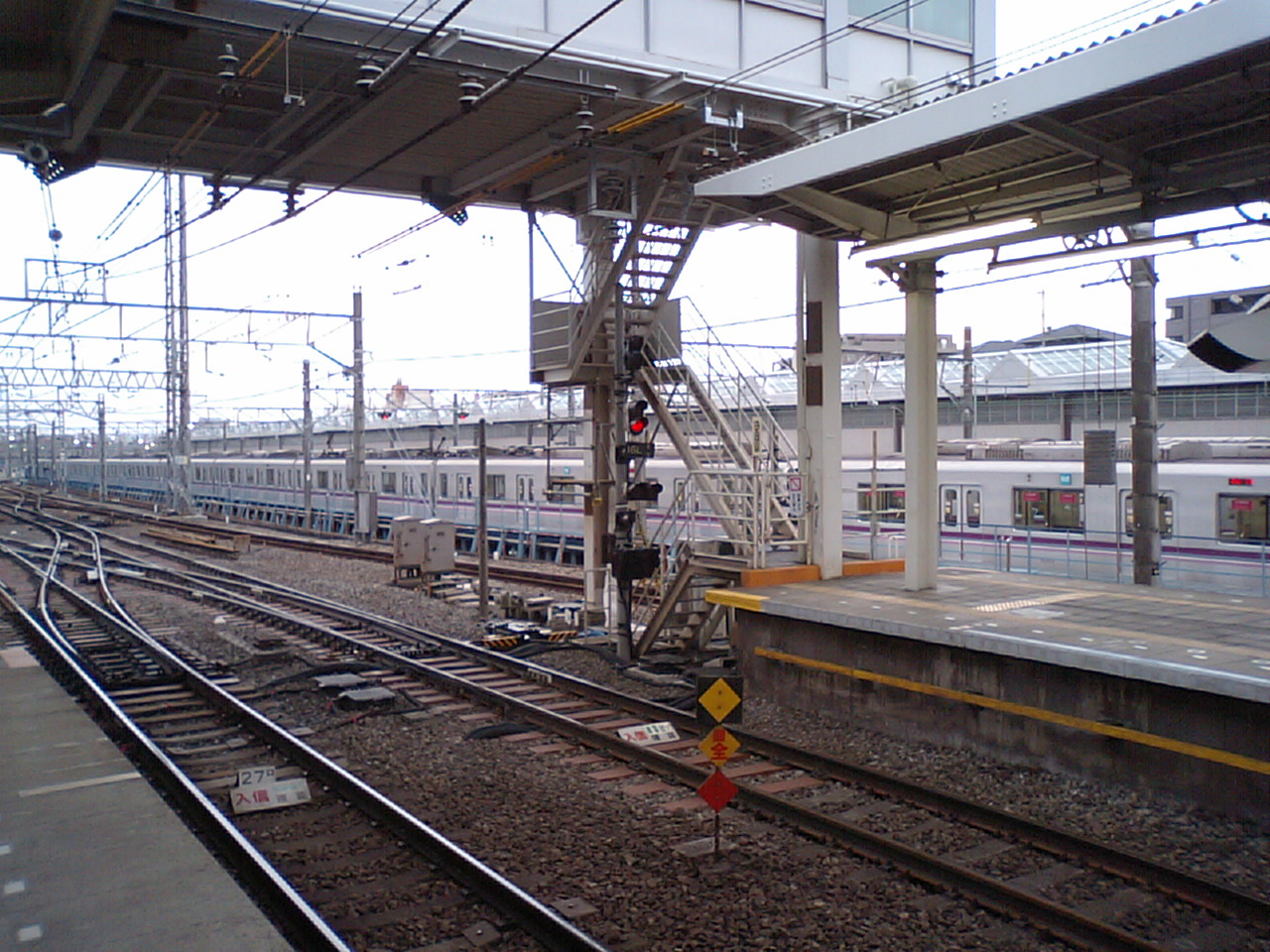
駅に隣接する東京メトロ鷺沼検車区（2008年4月）
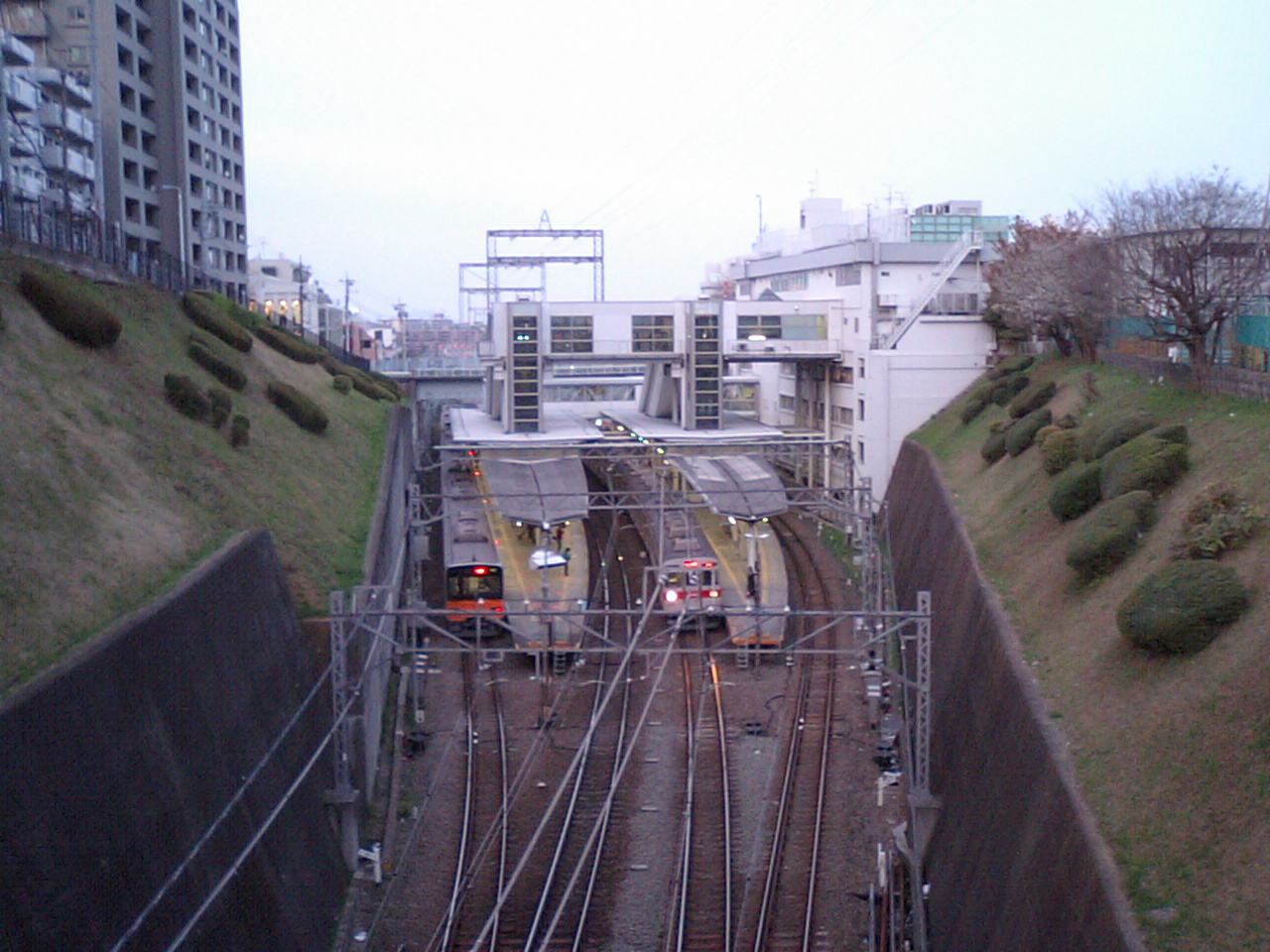
駅全景（2008年4月）

## 利用状況
2024年度（令和6年度）の1日平均乗降人員は59,568人である。
近年の1日平均乗車人員の推移は以下の通り。
| 年度               | 1日平均 乗降人員 | 1日平均 乗車人員 | 出典     |
| ------------------ | ---------------- | ---------------- | -------- |
| 1998年（平成10年） |                  | 32,360           | [ * 1 ]  |
| 1999年（平成11年） |                  | 31,556           | [ * 2 ]  |
| 2000年（平成12年） |                  | 31,282           | [ * 2 ]  |
| 2001年（平成13年） |                  | 30,816           | [ * 3 ]  |
| 2002年（平成14年） |                  | 30,277           | [ * 4 ]  |
| 2003年（平成15年） | 60,306           | 30,097           | [ * 5 ]  |
| 2004年（平成16年） | 61,085           | 30,223           | [ * 6 ]  |
| 2005年（平成17年） | 60,883           | 30,101           | [ * 7 ]  |
| 2006年（平成18年） | 61,846           | 30,555           | [ * 8 ]  |
| 2007年（平成19年） | 62,760           | 31,273           | [ * 9 ]  |
| 2008年（平成20年） | 60,503           | 29,941           | [ * 10 ] |
| 2009年（平成21年） | 60,225           | 29,740           | [ * 11 ] |
| 2010年（平成22年） | 59,391           | 29,315           | [ * 12 ] |
| 2011年（平成23年） | 58,785           | 28,973           | [ * 13 ] |
| 2012年（平成24年） | 59,684           | 29,384           | [ * 14 ] |
| 2013年（平成25年） | 60,989           | 30,033           | [ * 15 ] |
| 2014年（平成26年） | 60,687           | 29,850           | [ * 16 ] |
| 2015年（平成27年） | 62,201           | 30,602           | [ * 17 ] |
| 2016年（平成28年） | 63,163           | 31,079           | [ * 18 ] |
| 2017年（平成29年） | 63,214           | 31,098           | [ * 19 ] |
| 2018年（平成30年） | 63,543           | 31,277           | [ * 20 ] |
| 2019年（令和元年） | 63,155           |                  |          |
| 2020年（令和02年） | 46,287           |                  |          |
| 2021年（令和03年） | 51,863           |                  |          |
| 2022年（令和04年） | 56,498           |                  |          |
| 2023年（令和05年） | 58,430           |                  |          |
| 2024年（令和06年） | 59,568           |                  |          |

## 駅周辺
川崎市宮前区の商業の中心だが、区役所は隣の宮前平駅が最寄りである。当駅の北東部に東京メトロ半蔵門線の車両基地（鷺沼車両基地）が位置している。
- フレルさぎ沼 - 4階建てのショッピングセンターである。1階に東急ストア、2階から4階は衣料品店・書店等のテナントが入居。
- 鷺沼公園
- 宮前郵便局
  - ゆうちょ銀行 宮前店
- 川崎鷺沼郵便局
- JAセレサ川崎 鷺沼支店
- 川崎市立鷺沼小学校
- スポーツ・スパ アスリエ鷺沼
- カッパーク鷺沼（旧・鷺沼プール）
  - フロンタウンさぎぬま - 川崎フロンターレが運営するフットサルコート
  - 鷺沼ふれあい広場
  - 川崎市立土橋小学校 - 2006年4月に開校した天然芝グラウンドの小学校
  - さぎ沼なごみ保育園
- 三菱UFJ銀行 鷺沼支店
- みずほ銀行 鷺沼支店
- 鷺沼キリスト福音教会

### バス路線
バス停留所名は全社局で「鷺沼駅」に統一され、正面口ロータリーに乗り場を設けている。東急バス（虹が丘営業所・高津営業所・東山田営業所）、川崎市交通局（鷲ヶ峰営業所・井田営業所）、小田急バス（登戸営業所）の3社局が乗り入れる。
| 乗り場 | 系統 | 主要経由地                                       | 行先                     | 運行事業者              |
| ------ | ---- | ------------------------------------------------ | ------------------------ | ----------------------- |
| 1      | 梶01 | 寺台・野川台公園前・西福寺前                     | 梶が谷駅                 | ■東急                   |
| 1      | 梶01 | 寺台                                             | 野川台公園前             | ■東急                   |
| 2      | 鷺11 | 土橋                                             | グリーンハイツ中央       | ■東急                   |
| 2      | 鷺11 | 土橋・グリーンハイツ中央・宮崎桜の丘公園         | 宮崎台駅                 | ■東急                   |
| 2      | 鷺12 | 宮前区役所前・グリーンハイツ中央・宮崎桜の丘公園 | 宮崎台駅                 | ■東急                   |
| 2      | 鷺31 | 犬蔵・清水台・長沢                               | 聖マリアンナ医科大学(前) | ■東急、■市バス、■小田急 |
| 2      | 鷺32 | 犬蔵・清水台・蔵敷                               | 鷲ヶ峰営業所前           | ■市バス                 |
| 3      | 鷺02 | 中有馬・久末・野川                               | 井田営業所前             | ■市バス                 |
| 3      | 鷺02 | 中有馬・久末・野川                               | 中原駅前                 | ■東急、■市バス          |
| 3      | 鷺02 | 中有馬・久末・野川・中原                         | 小杉駅前                 | ■東急、■市バス          |
| 3      | 鷺02 | 中有馬・久末                                     | 野川                     | ■東急                   |
| 3      | 鷺02 | 中有馬                                           | 久末                     | ■東急                   |
| 3      | 鷺02 | 中有馬・美里橋前                                 | 東山田営業所             | ■東急                   |
| 4      | 鷺01 | 中有馬・すみれが丘・北山田駅                     | 東山田営業所             | ■東急                   |
| 4      | 鷺03 | 中有馬・すみれが丘・長徳寺前                     | センター北駅             | ■東急                   |
| 4      | 鷺04 | 中有馬・すみれが丘・長徳寺前・センター北駅       | センター南駅             | ■東急                   |

### 最寄幹線道路
- 尻手黒川道路
- 国道246号
- 東名高速道路 東名川崎インターチェンジ
- 日吉元石川道路

## 隣の駅
東急電鉄
 田園都市線

■急行・■準急
溝の口駅 (DT10) - 鷺沼駅 (DT14) - たまプラーザ駅 (DT15)
■各駅停車
宮前平駅 (DT13) - 鷺沼駅 (DT14) - たまプラーザ駅 (DT15)